# Aubrey Beauclerk, VI duca di St. Albans
Aubrey Beauclerk, VI duca di St. Albans (21 agosto 1765 – Londra, 12 agosto 1815), è stato un politico britannico.

## Biografia
Era il figlio di Aubrey Beauclerk, V duca di St. Albans, e di sua moglie, Lady Catherine Ponsonby, figlia di William Ponsonby, II conte di Bessborough. Suo padre era il figlio maggiore sopravvissuto di Vere Beauclerk, I barone Vere, a sua volta terzo figlio di Charles Beauclerk, I duca di St Albans.

## Carriera
Entrò nelle guardie a piedi nel 1781 e fu nominato capitano del 34º reggimento di fanteria il 30 luglio 1783 e tenente colonnello nel 1789. Il 16 febbraio 1788 entrò a far parte del Brooks's Club, l'esclusivo club per gentiluomini, dove suonava whist.
Subito dopo il primo matrimonio venne avvicinato da William Fitzwilliam, IV conte Fitzwilliam per diventare un candidato per il collegio elettorale di Kingston-upon-Hull. Beauclerk si sentiva incapace di farsi avanti senza il sostegno di Sir Henry Etherington, zio di sua moglie ed ex tutore, che era in sintonia con Walter Spencer Stanhope. Dopo essersi avvicinato senza successo a Francis Ferrand Foljambe, Fitzwilliam portò avanti Beauclerk poco prima delle elezioni generali del 1790 ed Etherington fu convinto a dare il suo sostegno. Con il sostegno di Fitzwilliam, Beauclerk fu in grado di forzare il ritiro di Stanhope e Beauclerk fu eletto.
Ha rappresentato il collegio elettorale di Kingston upon Hull dal 1790 al 1796.
Dopo la morte di suo padre il 9 febbraio 1802, Aubrey divenne duca di St Albans, conte di Burford, barone Heddington e barone Vere di Hanworth.

## Matrimoni

### Primo Matrimonio
Sposò, il 9 luglio 1788, Jane Moses (1766-18 agosto 1800), figlia di John Moses. Ebbero una figlia:
- Lady Mary Beauclerk (30 marzo 1791–11 settembre 1845)[4], sposò George Coventry, VIII conte di Coventry[5], ebbero due figli.

### Secondo Matrimonio
Sposò, il 15 agosto 1802, Lady Louisa Grace Manners (1777–19 febbraio 1816), figlia di John Manners e Louisa Tollemache, VII contessa di Dysart. Ebbero un figlio:
- Aubrey Beauclerk, VII duca di St Albans (7 aprile 1815-19 febbraio 1816)[3]

## Morte
Lord St Albans morì il 12 agosto 1815, quattro mesi dopo la nascita del suo erede. La vedova e il figlio morirono entrambi il 19 febbraio 1816 (a casa di sua sorella, l'ex Lady Laura Manners, moglie di John Dalrymple, VII conte di Stair) e i titoli furono ereditati dal fratello minore del duca William.

## Ascendenza
|                                           |                                           |                                           | Genitori                                 |  |  | Nonni |  |  | Bisnonni                                |  |  | Trisnonni                                           |  |
|                                           |                                           |                                           |                                          |  |  |       |  |  | Charles Beauclerk, I duca di St. Albans |  |  | Charles II, re d'Inghilterra, di Scozia e d'Irlanda |  |
|                                           |                                           |                                           |                                          |  |  |       |  |  | Charles Beauclerk, I duca di St. Albans |  |  | Charles II, re d'Inghilterra, di Scozia e d'Irlanda |  |
|                                           |                                           | Eleanor Gwyn                              |                                          |  |  |       |  |  | Charles Beauclerk, I duca di St. Albans |  |  |                                                     |  |
| Vere Beauclerk, I barone Vere             |                                           |                                           |                                          |  |  |       |  |  | Charles Beauclerk, I duca di St. Albans |  |  |                                                     |  |
|                                           |                                           | Diana de Vere                             | Aubrey de Vere, XX conte di Oxford       |  |  |       |  |  |                                         |  |  |                                                     |  |
|                                           |                                           | Diana de Vere                             | Aubrey de Vere, XX conte di Oxford       |  |  |       |  |  |                                         |  |  |                                                     |  |
|                                           |                                           | Diana de Vere                             | Diana Kirke                              |  |  |       |  |  |                                         |  |  |                                                     |  |
| Aubrey Beauclerk, V duca di St. Albans    |                                           | Diana de Vere                             |                                          |  |  |       |  |  |                                         |  |  |                                                     |  |
|                                           |                                           | Thomas Chambers                           | Thomas Chambers                          |  |  |       |  |  |                                         |  |  |                                                     |  |
|                                           |                                           | Thomas Chambers                           | Thomas Chambers                          |  |  |       |  |  |                                         |  |  |                                                     |  |
|                                           |                                           | Thomas Chambers                           | …                                        |  |  |       |  |  |                                         |  |  |                                                     |  |
| Mary Chambers                             |                                           | Thomas Chambers                           |                                          |  |  |       |  |  |                                         |  |  |                                                     |  |
|                                           |                                           | Mary Berkeley                             | Charles Berkeley, II conte di Berkeley   |  |  |       |  |  |                                         |  |  |                                                     |  |
|                                           |                                           | Mary Berkeley                             | Charles Berkeley, II conte di Berkeley   |  |  |       |  |  |                                         |  |  |                                                     |  |
|                                           |                                           | Mary Berkeley                             | Elizabeth Noel                           |  |  |       |  |  |                                         |  |  |                                                     |  |
| Aubrey Beauclerk, VI duca di St. Albans   |                                           | Mary Berkeley                             |                                          |  |  |       |  |  |                                         |  |  |                                                     |  |
|                                           | Brabazon Ponsonby, I conte di Bessborough | William Ponsonby, I visconte Duncannon    |                                          |  |  |       |  |  |                                         |  |  |                                                     |  |
|                                           | Brabazon Ponsonby, I conte di Bessborough | William Ponsonby, I visconte Duncannon    |                                          |  |  |       |  |  |                                         |  |  |                                                     |  |
|                                           | Brabazon Ponsonby, I conte di Bessborough | Mary Moore                                |                                          |  |  |       |  |  |                                         |  |  |                                                     |  |
| William Ponsonby, II conte di Bessborough | Brabazon Ponsonby, I conte di Bessborough |                                           |                                          |  |  |       |  |  |                                         |  |  |                                                     |  |
|                                           |                                           | Sarah Margetson                           | John Margetson                           |  |  |       |  |  |                                         |  |  |                                                     |  |
|                                           |                                           | Sarah Margetson                           | John Margetson                           |  |  |       |  |  |                                         |  |  |                                                     |  |
|                                           |                                           | Sarah Margetson                           | Alice Caulfeild                          |  |  |       |  |  |                                         |  |  |                                                     |  |
| Catherine Ponsonby                        |                                           | Sarah Margetson                           |                                          |  |  |       |  |  |                                         |  |  |                                                     |  |
|                                           |                                           | William Cavendish, III duca di Devonshire | William Cavendish, II duca di Devonshire |  |  |       |  |  |                                         |  |  |                                                     |  |
|                                           |                                           | William Cavendish, III duca di Devonshire | William Cavendish, II duca di Devonshire |  |  |       |  |  |                                         |  |  |                                                     |  |
|                                           |                                           | William Cavendish, III duca di Devonshire | Rachel Russell                           |  |  |       |  |  |                                         |  |  |                                                     |  |
| Caroline Cavendish                        |                                           | William Cavendish, III duca di Devonshire |                                          |  |  |       |  |  |                                         |  |  |                                                     |  |
|                                           |                                           | Catherine Hoskins                         | John Hoskins                             |  |  |       |  |  |                                         |  |  |                                                     |  |
|                                           |                                           | Catherine Hoskins                         | John Hoskins                             |  |  |       |  |  |                                         |  |  |                                                     |  |
|                                           |                                           | Catherine Hoskins                         | Catherine Hale                           |  |  |       |  |  |                                         |  |  |                                                     |  |
|                                           |                                           | Catherine Hoskins                         |                                          |  |  |       |  |  |                                         |  |  |                                                     |  |